# Labastide-Dénat
Pour les articles homonymes, voir Labastide.
Labastide-Dénat est une ancienne commune française située dans le département du Tarn, en région Occitanie.

## Géographie

### Communes limitrophes
| Puygouzon (avant 2017) |                 | Fréjairolles |
| Lamillarié             | Labastide-Dénat |              |
|                        | Dénat           |              |

## Toponymie
La Bastide-Dénat est la réunion de deux seigneuries, celle de La Bastide et celle de Dénat, orthographié anciennement d'en At, petit bourg qui est situé non loi de La Bastide et qui possédait son propre consulat. 
Appelée La Bastide-Épiscopale, puis en 1701 La Bastide-Delpuech ou la Bastide-Dupuy, car il s'agirait d'une bastide fondée par Pons Delpuech en 1290.

## Histoire
Les archives des consulats ont été en partie conservées ; elle commencent avec le terrier ou livre-compoix de Labastide qui mentionne au premier article Noble Antoine Dupuy, seigneur de Labastide, Dénat et Puech-Lanier, vivant au XVIe siècle, et conserve le procès-verbal de division des deux territoires fait par deux commissaires des deux consulats en 1603.
En 2017, la commune intègre sa voisine Puygouzon.

## Héraldique
| Labastide-Dénat | Son blasonnement est : De sable aux lettres B et D capitales d'argent rangées en fasce. |

## Politique et administration
| Période                                  | Période | Identité     | Étiquette | Qualité |
| ---------------------------------------- | ------- | ------------ | --------- | ------- |
| mars 2008                                |         | William Nion |           |         |
| mars 2001                                | 2008    | William Nion |           |         |
| Les données manquantes sont à compléter. |         |              |           |         |

## Démographie
| 1793 | 1800 | 1806 | 1821 | 1831 | 1836 | 1841 | 1846 | 1851 |
| ---- | ---- | ---- | ---- | ---- | ---- | ---- | ---- | ---- |
| 326  | 332  | 365  | 353  | 349  | 340  | 344  | 335  | 360  |

| 1856 | 1861 | 1866 | 1872 | 1876 | 1881 | 1886 | 1891 | 1896 |
| ---- | ---- | ---- | ---- | ---- | ---- | ---- | ---- | ---- |
| 336  | 308  | 319  | 303  | 303  | 280  | 268  | 259  | 243  |

| 1901 | 1906 | 1911 | 1921 | 1926 | 1931 | 1936 | 1946 | 1954 |
| ---- | ---- | ---- | ---- | ---- | ---- | ---- | ---- | ---- |
| 211  | 216  | 210  | 227  | 212  | 226  | 219  | 206  | 190  |

| 1962 | 1968 | 1975 | 1982 | 1990 | 1999 | 2008 | 2013 | 2014 |
| ---- | ---- | ---- | ---- | ---- | ---- | ---- | ---- | ---- |
| 195  | 198  | 199  | 228  | 256  | 239  | 361  | 380  | 388  |

## Lieux et monuments
Église du XVe siècle édifiée sur la base d'une tour du XIe.
Elle abrite de nombreux objets d'arts religieux.